# Władysław Reymont
Władysław Stanisław Reymont, född 7 maj 1867 i Kobiele Wielkie nära Radomsko, död 5 december 1925 i Warszawa, var en polsk författare. 

## Biografi
Władysław Reymont växte upp i ett mycket enkelt och strikt katolskt hem, fadern var kyrkoorganist och modern assistent till kyrkoherden. Barndomen framstår i Reymonts självbiografiska texter som mycket dyster. Men så fort han kom åt läste han, allt ifrån äventyrsromaner av Walter Scott till klassisk polsk litteratur. Som ung vuxen lämnade han hemmet och levde under många år ett extremt fattigt och ensamt liv då han  reste runt i landet och arbetade som jordbrukare, skådespelare och tjänsteman vid järnvägen. Han bröt också kontakten med familjen som inte gav honom något stöd eller förstod sig på honom. Reymont skrev under denna tid en mängd texter av vilka endast ett fåtal blev publicerade. År 1896 fick han sin första bok utgiven - romanen Komedjantka. 
Reymont räknas som en av Polens främsta prosaister inom den naturalistiska och impressionistiska riktningen. Flera av verken framhåller klart en samhällskritisk ståndpunkt. I Det förlovade landet (1898) berättar han om staden Łódź under industrialiseringens epok med ett persongalleri av nyrika fabrikörer och exploaterade arbetare. Hans förnämsta verk är den stora, episka bonderomanen Chłopi (1903-06, Bönderna), för vilken han erhöll 1924 års nobelpris i litteratur. Romansviten är fördelad på fyra band efter de fyra årstiderna, med livfulla skildringar av polskt byliv i slutet av 1800-talet och början av 1900-talet. Till svenska finns samtliga romanens delar - Hösten, Vintern, Våren, Sommaren - översatta av Ellen Wester; de gavs ut i en första upplaga i samband med att Reymont tilldelades Nobelpriset 1924. Vilhelm Moberg har i Berättelser ur min levnad (1968) angivit Reymonts romansvit - som han läste i den nämnda svenska översättningen - som en direkt inspirationskälla för sitt eget författarskap.
Under stora delar av sitt liv hade Reymont skör hälsa. Han avled 58 år gammal.

## Verk
Reymonts författarskap omfattar 30 prosavolymer:

### Noveller
- 1893 – Döden (Śmierć)
- 1894 – Hyndan (Suka)
- 1894 – Vallfärd till Jasna Góra (Pielgrzymka do Jasnej Góry)
- 1895 – Vid arbetet (Przy robocie)
- 1895 – Vid kalhygget (W porębie)
- 1897 – Tomas Baran (Tomek Baran)
- 1899 – Rättvist (Sprawiedliwie)
- 1905 – Konstitutionens dagar Z konstytucyjnych dni
- 1908 – Drömmaren (Marzyciel) (ofullbordad).
- 1910 – Från Chełmno-landet (Z ziemi chełmskiej)
- 1919 – Novellsamling Bakom fronten (Za frontem)

### Romaner
- 1896 – [Den kvinnliga] Komedianten (Komediantka)
- 1897 – Osämja (Fermenty)
- 1898 – Det förlovade landet (Ziemia obiecana) (filmatiserad av Andrzej Wajda 1975)
- 1904–09 – Bönderna (Chłopi)
- 1911 – Vampyren (Wampir)
- 1911–17 – År 1794 (Rok 1794) (trilogi)
  - Sista Sejmen i republiken (Ostatni Sejm Rzeczypospolitej)
  - Nil desperandum
  - Uppror (Insurekcja)